# پنج نفری که در بهشت ملاقات می‌کنید
پنج نفری که در بهشت ملاقات می‌کنید (به انگلیسی: The Five People You Meet In Heaven) یک رمان به قلم میچ آلبوم است که در سال ۲۰۰۳ منتشر شده‌است.
این کتاب داستان زندگی و مرگ مردی به نام اِدی است که در حال نجات دختربچه ای در پارک شهربازی می‌میرد و به بهشت  می‌رود و آنجا با پنج نفر روبرو می‌شود که در زندگی وی تأثیر قابل توجهی داشته‌اند.
این کتاب توسط Hyperion منتشر شد و به مدت ۹۵ هفته در لیست پرفروش‌ترین نیویورک تایمز قرار گرفت.
این کتاب در ایران توسط مترجمین مختلفی مثل مژگان حسن زاده، سعید نیک‌منش، ودود جوانی، سمیرا کاظمی، پاملا یوخانیان، شادان مهران‌مقدم و... ترجمه و منتشر شده است.

## خلاصه داستان
داستان از جایی شروع می‌شود که در تولد ۸۳ سالگی اِدی، تعمیرکار وسایل بازی در پارک تفریحی «روبی پیِر»، به دلیل کابل یکی از ترن‌های هوایی خراب شده و در راه متوقف می‌شود. دو نفر از پرسنل، سواران این دستگاه را نجات می‌دهند و همه می‌دانند که این دستگاه در حال سقوط است. اِدی متوجه دختری می‌شود که قبلاً در پارک دیده بود (ایمی/آنی) درست زیر آن دستگاه ایستاده که در صورت سقوط روی او خواهد افتاد. اِدی خود را به سمت دختر پرتاب می‌کند و قصد دارد او را به یک سمت ایمن بکشاند. اِدی یک انفجار را احساس می‌کند، نوری می‌زند، دست‌های یک دختر کوچک را در خودش احساس می‌کند و بعد هیچ چیز نیست… و او می‌میرد.
ادی سپس خود را بیدار می‌بیند و متوجه می‌شود که احساس جوانی و انرژی بیشتری می‌کند و در حالی که در بهشت است، به مرور با پنج نفر مختلف در زمان‌های گوناگون دیدار می‌کند.

## شخصیت‌ها
اِدی: شخصیت اصلی و کسی که مرکزیت داستان قرار دارد. اِدی تعمیرکار یک تفریحگاه ساحلی است و در آغاز داستان، در سالگرد ۸۳ سالگی خود کشته می‌شود. هنگامی که او در بهشت بیدار می‌شود، به سفری می‌رود تا پنج نفری را ملاقات کند که زندگی آنها از جهات مختلفی که هرگز انتظار آن را نداشته‌است، با او در هم تنیده شده‌اند. به عنوان یک بزرگسال، او می‌خواست به عنوان مهندس کار کند. 
مارگارت: همسر اِدی که او در روبی پیِر ملاقات کرد و پس از بازگشت از جنگ جهانی دوم با او ازدواج کرد. مارگریت دارای «پوست زیتونی» و «چشم قهوه ای تیره» است.  او در چهل و هفت سالگی بر اثر تومور مغزی درگذشت. 
جوزف کورولزچیک، مرد آبی: پوست جوزف هنگام پسر شدن به دلیل مصرف مکرر نیترات نقره به رنگ آبی روشن شده بود، تصور می‌شد در آن زمان یک داروی مؤثر است. به او این دارو داده شده بود تا «عصبی بودن» و شب ادراری اش را درمان کند ولی به عوارض جانبی آن توجهی نداشت. جوزف در اثر این بدشکلی، سرانجام به واسطه قیافه عجیبش وارد سیرکی در روبی پیِر شد. جوزف مردی میانسال است که دارای شانه‌های باریک و بریده شده و برهنه از کمر است. شکمش بر روی کمربندش آویزان شده‌است. موهای او از نزدیک بریده شد. لب‌هایش نازک و صورتش بلند و کشیده بود.  او به دلیل غیر مستقیم رفتار اِدی در کودکی، در اثر حمله قلبی درگذشت، هنگامی که اِدی سعی کرد توپ را از خیابان بیرون بیاورد و باعث می‌شود او بتواند اتومبیل خود را بچرخاند تا از برخورد با اِدی جلوگیری کند. 
کاپیتان: او فرمانده اِدی در جنگ است و سری پر از موهای تیره دارد و به نظر می‌رسد در دهه ۳۰ زندگی اش باشد.  کاپیتان با شلیک به پای اِدی، زندگی او را نجات داد.  او با قدم زدن در زمین پر از مین در حال بررسی آن که آیا مسیر مشخصی برای حرکت سربازانش وجود دارد، در گذشت. 
روبی: زنی که نام «روبی پیِر» از او گرفته شده و تفریحگاه ساحلی به افتخار او توسط نامزدش امیل ساخته شده‌است. روبی گونه‌های ضخیم، رژ لب گل رز و موهای سفید محکم و کشیده دارد و یک عینک سیمی بر روی چشمان آبی تنگش می‌زند. او در دهه پنجاه، یک زن بیوه بود. 
امیل: شوهر روبی، که او نیز پارک «روبی پیِر» اصلی را خلق کرده‌است. او «یک کت و شلوار چرمی و کلاه دربی» می‌پوشید.  او موهای تیره و سبیل کوتاهی و لبخندی ثابت داشت.  امیل به دلیل «خنده سنگین، با اعتماد به نفس» و «ریسک پذیری» شناخته شده بود.  وی در آتش‌سوزی بزرگ روبی پیر در حالی که تلاش می‌کرد روبی پیِر را نجات بدهد، مجروح شد. 
مادر ادی: مادر اِدی را برای محبت او به سوی اِدی و برادرش جو شناخته شده بود. 
پدر اِدی: او کل زندگی خود را به آزار جسمی و روانی اِدی و برادرش می‌گذراند، سیگار می‌کشید و بازیکن کارت بود.  پدر اِدی بخاطر «نظم» خود یا «خشونت» و «انکار محبت» یا «سکوت» به خاطر سپرده شده بود.  وی در سن پنجاه و شش سالگی از سینه پهلو درگذشت. 
میکی شیا: او دوست خانواده است. او با پدر اِدی به عنوان "تعمیرکار روبی پیِر" کار می‌کرد.  میکی "چاق است و همیشه آوازهای ایرلندی را می‌خواند. میکی، به دلیل تنهایی و افسردگی سعی در تجاوز به مادر اِدی داشت. نجات میکی از غرق شدن در اقیانوس، باعث سینه پهلویی شد که پدر اِدی را کشته‌است. 
دومینگوز: او دوست و همکار اِدی در روبی پیِر است. او مرد جوانی لاغر و استخوانی است و او قصد دارد به همراه همسرش ترزا به مکزیک برود و بعد از مرگ ادی، وظیفه او را به عنوان سرپرست نگهداری به عهده گرفت. 
آنی: امی یا آنی دختر بچه ای با حیوان پیپ پاک کنی است. او روی «پایه فلزی سوار» و جایی ایستاده‌است که یکی از چرخ دستی‌های سقوط آزاد فِرِدی در حال سقوط است و اِدی در حین تلاش برای نجات دادن او می‌میرد.  اِدی تا پایان کتاب نمی‌داند او را نجات داده‌است یا خیر. 
تالا: تالا یک دختر فیلیپینی پنج یا شش ساله است که اِدی او را در یک کلبه در حال سوختن می‌بیند. او با «یک چهره زیبا دارچینی، مو رنگ آلوی تیره، یک بینی کوچک مسطح، لب‌های کامل که با خوشحالی روی دندانهای شکسته اش پخش می‌شود، و چشمگیرترین چشم‌ها را به خود جلب کند.» معرفی می‌شود.  پنجمین کسی که اِدی در بهشت ملاقات می‌کند.
نیکی: نیکی جوانی است که از روبی پیِر بازدید کرده‌است و عملاً دلیل مرگ اِدی است. او کلیدهای اتومبیل خود را در سواری سقوط آزاد فِرِدی گم کرد و باعث شد تا جعبه دنده آن و کابل آن به حالت تعلیق در بیاید. نیکی ادعا می‌کند نوه روبی است.

## مضامین
موضوع کتاب با پیشرفت اِدی در بهشت تغییر می‌کند، هر موضوع درسی است که اِدی از هر یک از افرادی که در بهشتی با او ملاقات می‌کند، می‌آموزد:
- مرد آبی: همه چیز به یک دلیل خاص اتفاق می‌افتد. هیچ اتفاق تصادفی در زندگی رخ نمی‌دهد. تمام زندگی و تجربیات به نوعی به هم پیوسته‌اند و حتی کارهای کوچک شما می‌توانید زندگی و تجربیات افراد را به طرز چشمگیری تحت تأثیر قرار دهد. مرد آبی اظهار می‌دارد «... روح انسان، در اعماق زمین، می‌داند که همه زندگی‌ها در تقاطع هستند»
- کاپیتان: فداکاری‌ها بخشی از زندگی است. همه این فداکاری‌ها را انجام می‌دهند. برخی از فداکاری‌ها بزرگ است و برخی دیگر قربانی‌های کوچک روزانه هستند، اما همه آنها در زندگی دیگران تأثیر می‌گذارند.
- روبی: رهایی از عصبانیت و بخشش، مهم است. همیشه بیش از یک طرف در یک داستان وجود دارد.
- مارگارت: قدرت عشق، حتی پس از مرگ وجود دارد. اشکال مختلفی از عشق وجود دارد و برخی قوی تر از دیگران است. عشق از دست رفته قوی‌ترین عشق است، نوعی که حتی در مسافت‌های عظیم احساس می‌شود.
- تالا: همیشه هدفی برای زندگی شما وجود دارد. شما به یک دلیل زندگی می‌کنید به همان روشی که مردم به یک دلیل می‌میرند. جایی که امروز در آنجا هستید ترکیبی از کلیه اقدامات گذشته، تصمیمات و روشی است که افراد اطراف شما روی شما تأثیر گذاشته‌است.

## فیلم
اقتباسی از فیلم ساخته شده برای تلویزیون از این رمان، با بازی جان ویت به عنوان اِدی، در سال ۲۰۰۴ منتشر شد و در دی وی دی در دسترس است. گذشته از چند جزئیات در مورد زندگی اِدی و بیان دقیق تر داستان، این فیلم به کتاب بسیار وفادار است، همان‌طور که خود میچ آلبوم آن را نوشت.

## دنباله
دنباله ای بر کتاب پنج نفری در بهشت ملاقات می‌کنید، با نام نفر بعدی که در بهشت ملاقات می‌کنید، در سال ۲۰۱۸ منتشر شد. این داستان اتحاد آسمانی ادی با آنی، دختر کوچکی را که در کتاب اول در زمین نجات داد، روایت می‌کند. داستان به شدت تأکید می‌کند که چگونه زندگی و خسارتها با هم تلاقی می‌کنند و نه تنها هر زندگی مهم است، بلکه این که هر پایان دیگری نیز یک آغاز جدید است. این کتاب در صدر لیست پرفروش‌های نیویورک تایمز قرار گرفت.